# Prix de l'essai
Ne doit pas être confondu avec Prix de l'essai France Culture - Arte.
Le Prix de l'essai est un prix de l'Académie française annuel, créé en 1971 par la Fondation Broquette-Gonin. Il est attribué à l'auteur d'un essai, ou pour l'ensemble d'une œuvre d'essayiste.

## Liste des lauréats

### Années 1970
- 1971 : Roger Judrin, Journal d'une monade et autres essais.
- 1972 : Paul Veyne, Comment on écrit l'histoire.
- 1973 : Marthe Robert, Roman des origines et origines du roman.
- 1974 : René Étiemble, Essais de littérature (vraiment) générale.
- 1975 : Jules Monnerot, Inquisitions.
- 1976 : Pierre Flottes, Histoire de la poésie politique et sociale en France de 1815 à 1939.
- 1977 : André Glucksmann, Les Maîtres penseurs.
- 1978 : Alain de Benoist, Anthologie critique des idées contemporaines.
- 1979 : Georges Elgozy, De l'humour.

### Années 1980
- 1980 : Bertrand d'Astorg, Les noces orientales.
- 1981 : Alain Besançon, Ensemble de son œuvre.
- 1982 : Pierre Andreu, Vie et mort de Max Jacob.
- 1983 : François George, Histoire personnelle de la France.
- 1984 : Miriam Cendrars, Blaise Cendrars.
- 1985 : Jean-Marie Rouart, Ils ont choisi la nuit.
- 1986 : René Pomeau, D'Arouet à Voltaire.
- 1987 : Paule Constant, Un monde à l'usage des demoiselles.
- 1988 : Claude Arnaud, Chamfort.
- 1989 : Pierre Assouline, Albert Londres, vie et mort d'un grand reporter.

### Années 1990
- 1990 : Jean Cazeneuve, Les Hasards d'une vie, Des Primitifs aux téléspectateurs.
- 1991 : Luc Fraisse, L’Œuvre cathédrale, Proust et l'architecture médiévale.
- 1992 : Marc Fumaroli, L'État culturel, essai sur une religion moderne.
- 1993 : Alain Etchegoyen, La Démocratie malade du mensonge.
- 1994 : Richard Millet, Le Sentiment de la langue.
- 1995 : Alain Duhamel, La Politique imaginaire.
- 1995 : Claude Imbert, Par Bonheur.
- 1996 : Éric Roussel, Jean Monnet.
- 1997 : Alain-Gérard Slama, La Régression démocratique.
- 1998 : Mona Ozouf, La Muse démocratique. Henry James ou les pouvoirs du roman.
- 1999 : Philippe Berthier, La Vie quotidienne dans la Comédie humaine de Balz.

### Années 2000
- 2000 : Florence Delay, Dit Nerval.
- 2001 : Belinda Cannone, L'Écriture du désir.
- 2002 : Pierre Schneider, Petite Histoire de l'infini en peinture.
- 2003 : Jean Clair, Court Traité des sensations, et Du surréalisme considéré dans ses rapports au totalitarisme et aux tables tournantes.
- 2004 : Pierre Lepape, Le Pays de la Littérature.
- 2005 : Olivier Pétré-Grenouilleau, Les Traites négrières.
- 2006 : Charles Dantzig, Dictionnaire égoïste de la littérature française.
- 2007 : Philippe Barthelet, Baraliptons.
- 2008 : Claude Delay, Giacometti, Alberto et Diego. L'histoire cachée.
- 2009 : André Tubeuf, Ludwig van Beethoven.

### Années 2010
- 2010 : Alain Finkielkraut, Un cœur intelligent.
- 2011 : Marie-Claude Chaudonneret et Sébastien Allard, Le Suicide de Gros.
- 2012 : Alain Bonfand, Le Cinéma d'Akira Kurosawa et pour l'ensemble de son œuvre d'essayiste.
- 2013 : Jacques de Saint Victor, Un pouvoir invisible. Les mafias et la société démocratique (XIXe–XXIe siècle).
- 2014 : Chantal Thomas, Un air de liberté. Variations sur l’esprit du XVIIIe siècle et l’ensemble de ses écrits sur le XVIIIe siècle.
- 2015 : Christiane Rancé, La Passion de Thérèse d'Avila.
- 2016 : Francis Kaplan, Ensemble de son œuvre.
- 2016 : Alain de Vulpian, Éloge de la métamorphose.
- 2017 : Jacques Henric, Boxe.
- 2018 : Georges Corm, La Nouvelle Question d’Orient.
- 2019 : Anne de Lacretelle, Tout un monde. Jacques de Lacretelle et ses amis.

### Années 2020
- 2020 : Nicolas Baverez, Le Monde selon Tocqueville
- 2021 : Jean-Claude Bonnet, Les Connivences secrètes. Diderot, Mercier, Chateaubriand
- 2022 : Henriette Michaud, Freud à Bloomsbury
- 2023 : Maurice Gourdault-Montagne, Les autres ne pensent pas comme nous